# Mossberga-Vipetorp
Mossberga-Vipetorp är ett naturreservat i Borgholms kommun i Kalmar län.
Området är naturskyddat sedan 2009 och är 114 hektar stort. Reservatetbestår av ädellövskogar med mycket ekr. Här finns också betesmark och våtmarker som Prästmossen.